# Mike Vogel
Michael James „Mike“ Vogel (* 17. července 1979, Abington, Pensylvánie, USA) je americký herec a bývalý model. S hraním začal v roce 2001 a od té doby se objevil v mnoha filmech a seriálech jako Texaský masakr motorovou pilou, Sesterstvo putovních kalhot, Skřípění, Poseidon, Monstrum, Blue Valentine a Černobílý svět. Během let 2013–2015 hrál roli Daleho "Barbie" Barbary v seriálu stanice CBS Pod kupolí. Během let 2017–2018 hrál roli kapitána Adama Daltona v seriálu The Brave.

## Životopis
Narodil se v Abingtononu a vyrůstal ve Warminsteru v Pensylvánii. Oba jeho dědečci bojovali ve 2. světové válce, jeden byl tankový velitel a bojoval v Bitvě v Ardenách a druhý sloužil u námořnictva. Má dva mladší sourozence, bratra Daniela Aarona a sestru Kristin. Navštěvoval střední školu Williama Tennenta, stejnou školu, kterou studovali také sportovci Brian Baker a Kermit Cintron. V prvním ročníku byl ve wrestlingovém týmu. Od roku 2000 často cestoval do New Yorku na konkurzy pro hraní i modeling.

## Kariéra
Byl modelem pro značku Levi's a následně byl obsazen do seriálu S dětmi na krku, kde se objevoval ve vedlejší roli v letech 2001 až 2004. Jeho první filmová role přišla ve snímku Skřípění, kde se objevil po boku Adama Brodyho a Jennifer Morrison. Jeho další role přišla v televizním filmu Vítr v srdci, který byl vydán tři měsíce po Skřípění. Jedná se o moderní adaptací knihy Na Větrné hůrce. Zde hrál roli Heatha a roli Kate ztvárnila Erika Christensen. Jeho posledním filmem v tomto roce se stal remake Texaský masakr motorovou pilou, který byl velmi úspěšný.
V roce 2005 se objevil ve čtyřech filmových rolích. Nejprve hrál Erica Richmana, lásku postavy Blake Lively, ve filmu Sesterstvo putovních kalhot. Dále se objevil v hlavní roli v nízkorozpočtovém snímku Supercross. V roce 2003 také natočil thriller Spoušť, kde se v hlavní roli objevila Anne Hathawayová, ale film byl vydán až v listopadu 2005 pouze na DVD. Jeho posledním snímkem v roce 2005 bylo Co je šeptem..., kde ztvárnil vedlejší roli syna postavy Kevina Costnera.
V roce 2006 se objevil v katastrofickém filmu Poseidon a zahrál si zde snoubence postavy, kterou hrála Emmy Rossum. Vogelovi byla původně nabídnuta role Angela ve filmu X-Men: Poslední vzdor, ale roli odmítl, aby se mohl objevit v Poseidonu. V ten samý rok se ještě objevil v romantické komedii Caffeine a bylo oznámeno, že se objeví v hororu Open Graves, který se natáčel ve Španělsku. V roce 2007 hrál hlavní roli ve filmu Lekce umírání. V roce 2009 si zahrál ve zmiňovaném Open Graves a ve filmu Pokoj naproti. V roce 2010 jsme ho mohli zahlédnout v romantické komedii Na tuhle nemám a v televizních seriálech Pohotovost Miami a Heaven's Rain.
Objevil se v menší roli v komedii Co ty jsi za číslo? a ztvárnil Johnnyho Foota ve filmové adaptaci Černobílého světa. V roce 2011 se objevil jako Dean v dramatickém seriálu Pan Am. V roce 2013 ztvárnil roli zástupce šerifa Zacha Shelbyho v prvních sedmi epizodách seriálu Batesův motel, který slouží jako prequel k filmu Psycho od Alfreda Hitchcocka.
V seznamu "Televizních nejpřitažlivějších mužů z roku 2011" vydaného BuddyTV, se umístil na 96. místě.
V roce 2013 získal roli Daleho "Barbie" Barbary ve sci-fi seriálu stanice CBS Pod kupolí. Seriál je založený na stejnojmenné novele spisovatele Stephena Kinga. Seriál získal druhou sérii, která se vysílala v roce 2014, stejně tak získal sérii třetí, která má naplánované vysílání na rok 2015.
V roce 2014 získal roli v televizním filmu stanice Hallmark In My Dreams, po boku Katharine McPhee. V roce 2015 si zahrál v limitovaném seriálu Childhood's End. V roce 2017 si zahrál ve filmové adaptaci The Case for Christ. V září 2017 získal hlavní roli v seriálu NBC The Brave.

## Osobní život
V lednu 2003 se oženil s bývalou modelkou Courtney. Dne 20. února 2007 se Mikovi a Courtney narodila jejich první dcera, kterou pojmenovali Cassy Renee Vogel. Jejich druhá dcera, Charlee B. Vogel, přišla na svět dne 2. června 2009. Jejich první syn Gabriel James Vogel se narodil v roce 2013.

## Filmografie

### Film
| Rok  | Název                          | Role                 | Poznámky |
| ---- | ------------------------------ | -------------------- | --- |
| 2003 | Skřípění                       | Eric Rivers          | |
| 2003 | Texaský masakr motorovou pilou | Andy                 | |
| 2005 | Supercross                     | Trip Carlyle         | |
| 2005 | Sesterstvo putovních kalhot    | Eric Richman         | |
| 2005 | Spoušť                         | Toby                 | |
| 2005 | Co je šeptem ...               | Blake Burroughs      | |
| 2006 | Caffeine                       | Danny                | |
| 2006 | Poseidon                       | Christian            | |
| 2007 | Lekce umírání                  | Ian Stone            | |
| 2008 | Monstrum                       | Jason "Hawk" Hawkins | |
| 2009 | Pokoj naproti                  | Julian               | |
| 2009 | Open Graves                    | Jason                | |
| 2010 | Blue Valentine                 | Bobby Ontario        | |
| 2010 | Na tuhle nemám                 | Jack                 | |
| 2010 | Heaven's Rain                  | Brooks               | |
| 2011 | Černobílý svět                 | Johnny Foote         | Broadcast Film Critics Association Award pro Nejlepší obsazení National Board of Review Award pro Nejlepší obsazení Satellite Award pro Nejlepší obsazení v celovečerním filmu Screen Actors Guild Award pro Nejlepší výkon obsazení v celovečerním filmu Southeastern Film Critics Association Award pro Nejlepší obsazení Nominován—Central Ohio Film Critics Association pro Nejlepší obsazení |
| 2011 | Co ty jsi za číslo?            | Dave Hansen          | |
| 2012 | Jake Squared                   | Herec Jake           | |
| 2013 | McCanick: Útěk před minulostí  | Floyd Intrator       | |
| 2015 | The Boy                        | Brandon              | |
| 2016 | Wild Man                       | Brock                | |
| 2017 | The Case for Christ            | Lee Strobel          | |
| 2018 | Souboj pohlaví                 | Miles                | |
| 2018 | The Amendment                  | Brooks Douglass      | |

### Televize
| Rok       | Název            | Role                  | Poznámky                  |
| --------- | ---------------- | --------------------- | ------------------------- |
| 2001–2004 | S dětmi na krku  | Dean Piramatti        | 15 dílů                   |
| 2003      | Vítr v srdci     | Heath                 | TV film                   |
| 2009      | Empire State     | Sam Cochrane          | TV film                   |
| 2010      | Pohotovost Miami | Dr. Chris 'C' Deleo   | hlavní role, 13 dílů      |
| 2011      | Pan Am           | Dean Lowrey           | hlavní role, 14 dílů      |
| 2012      | Living Loaded    | Dan                   | TV film                   |
| 2013      | Batesův motel    | Zástupce Zach Shelby  | 7 dílů                    |
| 2013      | Pod kupolí       | Dale 'Barbie' Barbara | hlavní role, 39 dílů      |
| 2014      | In My Dreams     | Nick                  | TV film                   |
| 2015      | Childhood's End  | Ricky Stormgren       | limitovaný seriál, 3 díly |
| 2017–2018 | The Brave        | kapitán Adam Dalton   | hlavní role, 13 dílů      |
| TBA       | Triangle         | David Roman           | pilot                     |